# Réseau de bus Valouette
A Réseau de bus Valouette (magyar nyelven: valouette-i buszhálózat) az Île-de-France Mobilités közlekedési szolgáltatása, amelynek működtetését az Établissement public territorial Grand-Orly Seine Bièvre1-re ruházták át. Az autóbuszhálózatot 2007 óta az RATP üzemelteti.
A valouette-i buszhálózat a Val de Bièvre városi közösség (amelyet 2016. január 1-jétől az Établissement public territorial Grand-Orly Seine Bièvre váltott fel) és a Régie autonome des transports parisiens (RATP) közötti partnerség eredménye. 2019 óta hat vonalból áll, szemben a 2007-es eredeti hét vonallal. 2007. október 1-je óta a lakosok ingyenesen utazhatnak a Val de Bièvre egész területén, amely hét települést foglal magában: Arcueil, Cachan, Fresnes, Gentilly, Le Kremlin-Bicêtre, L'Haÿ-les-Roses és Villejuif.